# Martinapis occidentalis
Martinapis occidentalis är en biart som beskrevs av Thomas J. Zavortink och Laberge 1976. Martinapis occidentalis ingår i släktet Martinapis och familjen långtungebin. Inga underarter finns listade i Catalogue of Life.